# Truus Coumans

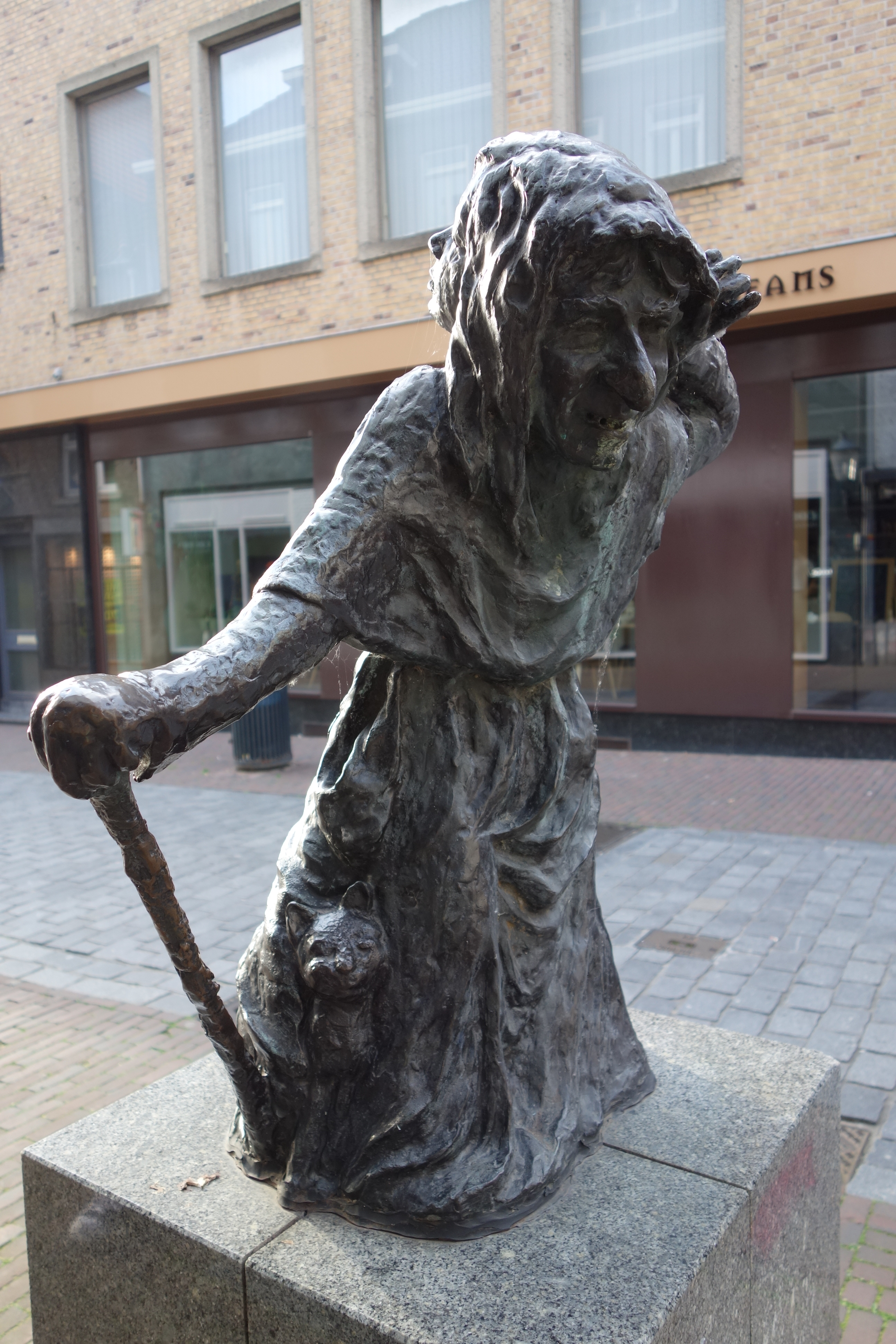
De heks Hiacinthe (1980), Roermond. Het beeld heeft twee gezichten, het jonge gezicht is hier nog net zichtbaar

Truus Coumans of Truus Coumans-Mevissen (Haelen, 5 april 1931 – Haelen, 8 juni 2019) was een Nederlandse beeldhouwster.

## Leven en werk
Truus Coumans was als kunstenaar autodidact. Zij leerde schilderen en tekenen en ging later boetseren.
De kunstenares maakt figuratief beeldhouwwerk in brons. Zij woonde in haar voormalige atelier in haar geboorteplaats Haelen.

## Werken[2](selectie)
- Sandor (1974) School Boukoul
- Margotje (1978), Medisch Centrum Groenveld, Venlo
- Maria Goretti (1979), Karel Doormanplein, Roermond
- De heks "Hiacinthe" (1980), Brugstraat-Neerstraat, Roermond
- De houthakker (1980), Kerkplein, Herkenbosch
- Vrouwe Justitia (1980), Kerkstraat/Julianalaan, Melick
- Borstbeeld John F. Kennedy (1982), Wilhelminaplein, Someren
- Bessemer en Bessemerinneke (1984), Kerkendijk, Someren-Heide
- De Raoper (1985), Heuvel, Lieshout
- Beeld van een zittende Gram Parsons, country-rock pionier en mentor van Emmylou Harris
- Het vissertje (1987), P. Panderplein, Capelle aan den IJssel
- Suske en Wiske (1993), Gebouw Standaard Uitgeverij, Haelen
- Ties de wever, Stramproy
- Bronzen beeld, Parellelweg-Biemansstraat, Weert
- Het paard van Roggel, Roggel
- Biemösje-buimpke, Posterholt
- De Turfsteker (1991), Meijel